# 盧鳴玉
盧鳴玉（？—1640年），字君式，浙江绍兴府嵊县人。

## 生平
居邑東隅，崇祯九年（1636年）丙子科浙江乡试第九名举人，北上，中途念母辄返。崇祯十三年（1640年）庚辰科進士，叹曰：国事至此，吾有老亲，当灌园撷蔬为甘旨计，毋贻母忧也。刑部观政，归省，口占一联曰：试看朱紱方来日，正是黄梁未熟时。至邗江卒，以不及面母为恨。